# غده تیروئید
غده تیروئید یا سپردیس غده‌ای پروانه‌ای شکل است که در قسمت عرضی حنجره، در جلوی گلو قرار گرفته‌است.

## ریشه‌شناسی
نام این غده از دو بخش: واژه thyro در یونانی به معنای «در، سپر» (door, shield) و پسوند -oid به معنای «وار» (مانند)، و روی هم به صورت دَروار یا سِپَروار و به معنای همانند دروازه یا سپر است.

## کالبدشناسی
این غده جزء بزرگ‌ترین غدد اندوکرین بوده و از دو لوب تشکیل شده‌است. وزن تیروئید حدود بیست و پنج گرم و اندازه آن در مردان بزرگتر است. اندازه تیروئید در زنان، در دوران قاعدگی و حاملگی افزایش می‌یابد. تیروئید در قسمت مرکزی دارای ایسموس (تنگه) است که سبب اتصال دو لوب تیروئیدی به یکدیگر می‌شود. ممکن است گاهی لوب سومی هم به شکل هرمی از ایسموس یا دو لوب اصلی دیگر بیرون بزند. در بعضی موارد توده‌های کوچکی از جنس بافت تیرویید در اطراف غده مشاهده می‌شود که به غده اصلی اتصالی ندارند و با نام غدد اکسسوری (فرعی) تیروئیدی شناخته می‌شوند.
واحدهای تشکیل دهنده غده تیروئید آسینوس یا فولیکول است و در قسمت مرکزی آن پروتئین‌های کلوئیدی قرار دارد که خود به عنوان انبار ذخیره هورمون تیروئید استفاده می‌شود. چهار عملکرد اصلی تیروئید عبارت است از:
- جذب و انتقال ید
- ساخت و ترشح تیروگلوبین
- اتصال ید به تیروگلوبین به منظور ساخت هورمون‌های تیروئیدی
- ترشح هورمون تیروئید به دستگاه گردش خون

## هورمون‌های تیروئیدی
هورمون‌های تیروئیدی شامل تیروکسین یا T۴، تری یدوتیرونین یا T۳ و تری-یدوتیرونین وارون یا RT۳ هستند، که هورمون کلسیتونین نیز توسط غده تیروئید سنتز می‌شود. از هورمون‌های تیروئیدی ذکر شده T۴ به مقادیر بالا ترشح می‌گردد اما T۳ بیشترین فعالیت و RT۳ کمترین مقدار را دارا است.

## نحوه سنتز T4 T3
ید به واسطه آنزیم تیروئید پروکسیداز به تیروگلوبین متصل است که خود سبب تشکیل مونویدوتیروزین می‌گرد. با اتصال یک واحد ید دیگر دی‌یدوتیروزین تشکیل می‌شود و در نهایت با اتصال یک مونویدوتیروزین دیگر به واسطه آنزیم تیروئید پراکسیداز، T۴ تشکیل می‌شود.
T۳ نیز از اتصال یک مونویدوتیروزین به یک دی‌یدوتیروزین سنتز می‌شود.

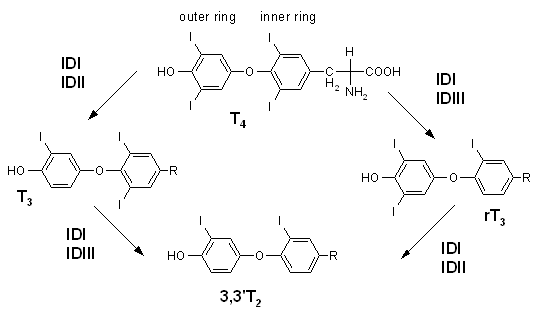
نحوه سنتز T۳ و T۴ از طریق دی‌یدوتیروزین و سنتز RT۳ و T۲

## تنظیم غده تیروئید
هورمون محرکه تیروئید یا TSH که به وسیله سلول‌های هیپوفیز قدامی ترشح می‌شود، در کنترل عملکرد تیروئید نقش محوری داشته و مفیدترین نشانگر فیزیولوژیک فعالیت هورمون تیروئید است. عامل اصلی تعیین نقطه تنظیم در محور تیروئید هورمون TSH است. ترشح این هورمون به وسیله هورمون آزادکننده تیروتروپین یا TRH تنظیم می‌شود. TRH عمده‌ترین محرک سنتز و ترشح TSH است. تقریباً ۱۵ دقیقه پس از تجویز TRH میزان ترشح TSH به حداکثر خود می‌رسد. کاهش سطح هورمون‌های تیروئید سبب افزایش تولید پایه TSH و تشدید اثر تحریکی TRH بر TSH می‌شود. افزایش سطح هورمون‌های تیروئید نیز به سرعت و به صورت مستقیم TSH را مهار کرده و همچنین اثر تحریکی TRH بر TSH را مهار می‌کنند. این نشان می‌دهد که هورمون‌های تیروئید عامل اصلی تنظیم کننده تولید TSH هستند. نظیر سایر هورمون‌های هیپوفیزی، TSH به صورت ضربانی ترشح می‌شود و میزان ترشح آن در ساعات مختلف شبانه‌روز متفاوت است. حداکثر میزان ترشح این هورمون در هنگام شب رخ می‌دهد و چون نوسان هورمون TSH خفیف است یک‌بار اندازه‌گیری آن برای ارزیابی میزان هورمون در گردش خون کافی است.
اختلالات هورمونی غده تیروئید تأثیر مستقیمی در بروز ناباروری دارد بنابراین بررسی علل این اختلالات در ابتدای درمان ناباروری ضروری و با اهمیت است. به نظر پزشکان اختلالات تیروئید از شایع‌ترین اختلالات غدد به ویژه در زنان به دو صورت آشکار و پنهان است. حدود یک تا دو درصد علل و مشکلات باروری و کم شدن قدرت باروری زنان مربوط به مشکلات غدد از جمله غده تیروئید است. اختلالات غده تیروئید در مردان نیز در سنین بلوغ سبب کوتاهی قد یا تأخیر بلوغ و در جوانی سبب ناتوانی‌های جنسی می‌شود اما به‌طور کلی شیوع آن در مردان بسیار کمتر از زنان است.

## سنتز هورمون تیروئید
هورمون‌های تیروئید از تیروگلوبولین که یک گلیکوپروتئین بزرگ یددار است مشتق می‌شوند. جذب ید اولین مرحله اساسی در سنتز هورمون تیروئید است. یدی که از راه غذا وارد بدن می‌شود به پروتئین‌های سرم و به ویژه آلبومین متصل می‌گردد. یدی که به پروتئین‌ها متصل نشده باشد از طریق ادرار دفع می‌شود. تنظیم مکانیسم انتقال ید بسیار دقیق است و این امر امکان تطابق با مقادیر متفاوت ید رژیم غذایی را فراهم می‌کند. کاهش ید رژیم غذایی سبب افزایش جذب آن می‌شود. در مناطقی که کمبود نسبی ید وجود دارد، شیوع گواتر افزایش می‌یابد.

## ارزیابی آزمایشگاهی

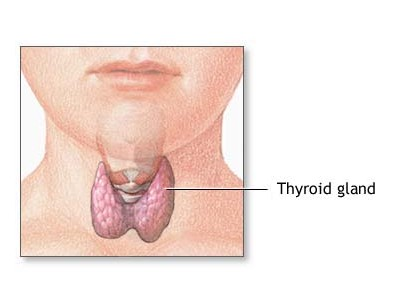
جایگاه غده تیروئید در بدن انسان

از آن‌جا که سطح هورمون محرکه تیروئید به صورت پویا در پاسخ به تغییرات تیروکسین و تری‌یدوتیرونین تغییر می‌کند، برای رویکرد منطقی به ارزیابی تیروئید، ابتدا باید مشخص کرد که آیا هورمون محرکه تیروئید مهار، طبیعی یا افزایش یافته‌است. به جز موارد نادر، طبیعی بودنِ سطحِ خونیِ هورمون، وجود اختلال اولیه عملکرد تیروئید را رد می‌کند. پس از مشاهده سطح غیرطبیعی هورمون محرکه تیروئید باید میزان هورمون‌ها در گردش خون اندازه‌گیری شود تا بتوان تشخیص پرکاری تیروئید یا کم‌کاری تیروئید را اثبات کرد.
حتی در افرادی با سطح طبیعی هورمون‌های تیروئید ممکن است مشکلات کیستیک یا ندول تیروئید وجود داشته باشد. آزمایش تیروئید در موارد زیادی نمی‌تواند نشان دهنده وجود توده‌ها یا کیست‌ها باشد ولی بررسی‌های سونوگرافی و اسکن در تشخیص بافت‌های غیرطبیعی از جمله کیست‌ها کمک کننده است. با پیشرفت علم گرهک‌ها با روش‌های کمتر تهاجمی مانند آر اف یا ماکروویو قابل درمان هستند، گرچه این درمانها در توده‌های خوش‌خیم تأثیر زیادی داشته و تنها در برخی از انواع توده‌های بدخیم آن هم در شرایط خاص می‌تواند مورداستفاده واقع شوند.

## نشانگان

### کم‌کاری تیروئید
- خستگی زودرس
- خواب آلودگی
- کمبود انرژی
- افزایش وزن
- ریزش و شکنندگی مو
- یبوست
- باد کردن گلو

### پرکاری تیروئید
- خستگی
- اختلال در خواب
- کاهش وزن
- عرق کردن زیاد
- تعادلات منفی کلسیم
- افزایش خطر پوکی استخوان

### توده‌های تیروئید
توده‌های تیروئید در موارد بسیاری بدون علامت هستند و تنها پزشک متخصص قادر به تشخیص است. برخی از نشانگان به قرار زیر است:
- احساس برجستگی در گلو
- تغییر صدا
- مشکلات تنفسی
- گواتر
- اختلال در بلع
- در موارد بسیار کم درد در ناحیه گلو

## کارکرد
افزایش میزان سوخت و ساز پایه، اثر اصلی هورمون‌های تیروئید است. این هورمون‌ها، سوخت و ساز قندها و چربی‌ها را افزایش می‌دهند و باعث تحریک ساختن پروتئین نیز می‌شوند؛ بنابراین هورمون‌های تیروئید برای رشد طبیعی ضروری هستند.

## کلسی‌تونین
برخی از سلول‌های تیرویید به نام سلول‌های سی، هورمون کلسی‌تونین ترشح می‌کنند که غلظت خونی کلسیم را کاهش می‌دهد. کلسی‌تونین موجب افزایش رسوب کلسیم در بافت استخوانی می‌گردد، البته تأثیر این هورمون بر متابولیسم کلسیم بدن خیلی زیاد نیست.

## نگارخانه

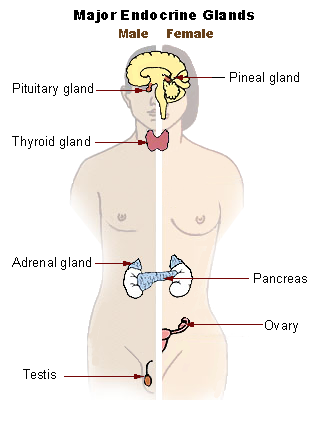
موقعیت تیروئید در بدن مردان و زنان
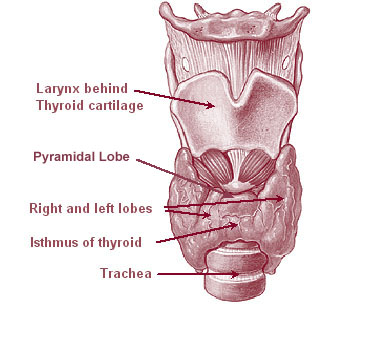
نوعی تیروئید با یک لوب هرمی که از وسط تیروئید ظاهر شده‌است تیروئید، غضروف‌های انگشتری و نای را احاطه می‌کند و شامل دو لوب است.
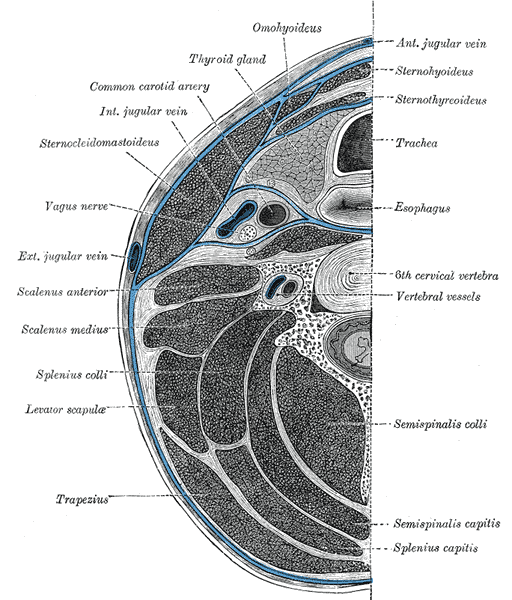
بخش گردن در حدود ششمین مهره گردنی
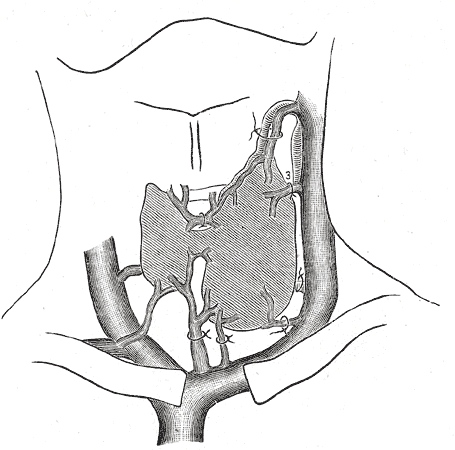
نمودار تشخیص عمومی رگ‌های تیروئید
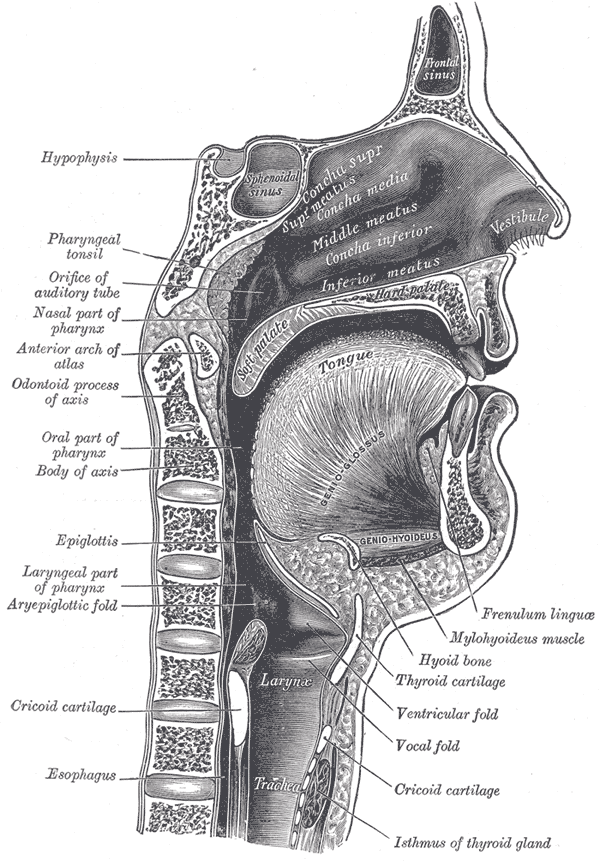
دید چپ‌راستی از بینی، دهان، حلق و حنجره
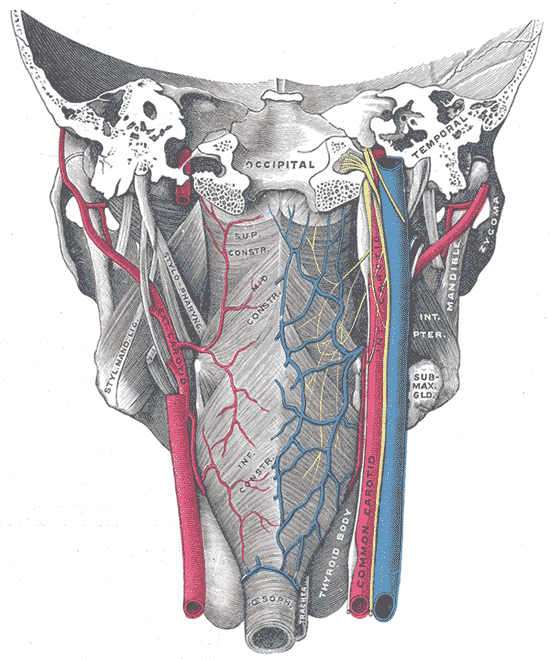
عضلات حلق به‌همراه عروق و اعصاب، دید از پشت
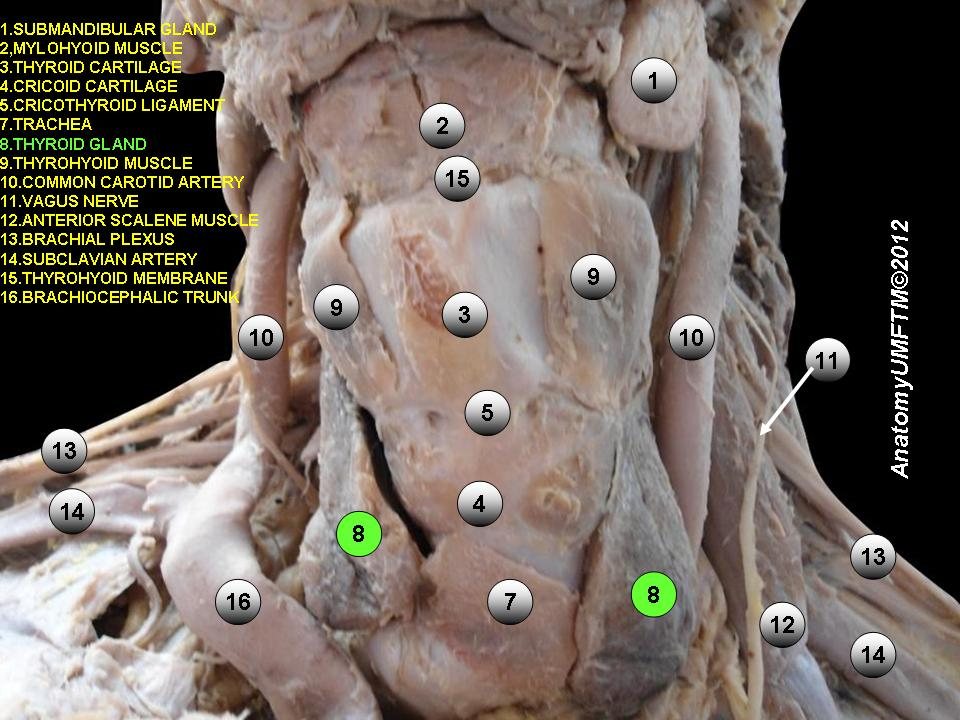
کالبدشناسی
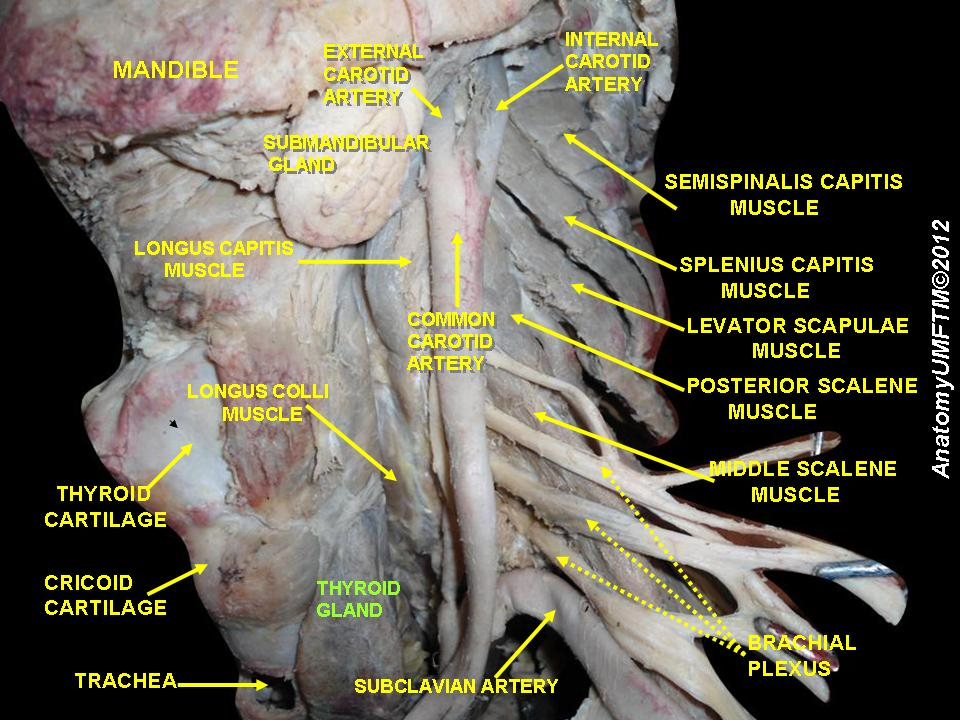
کالبدشناسی